# Hohenthurm
Hohenthurm este o comună din landul Saxonia-Anhalt, Germania.
1. ↑   http://www.stadt-landsberg.de/leben/ortschaften/hohenthurm/ Lipsește sau este vid: |title= (ajutor)